# Bou Alkma
Bou Alkma (en arabe : بو علقمة prononcé Bou Alqama ou Bou Alqma), est un Douar de la commune d'Ouled Attia faisant partie de la wilaya de Skikda en Algérie.

## Géographie
Le Douar de Bou Alkma est situé dans le Nord-Constantinois et dans le Massif de Collo.

## Toponymie
Le nom du Douar dérive du préfixe arabe Bou qui signifie "père" ou bien "celui qui possède" et du patronyme Alqama très connu dans le monde musulman du fait des nombreux tabi'in du prophète Mahomet ayant porté ce nom dont le plus célèbre est Alqama ibn Qays an-Nakha'i.